# SC Faetano
Die SC Faetano (vollständig: Società Calcio Faetano) ist ein san-marinesischer Fußballverein aus der Gemeinde Faetano. Der Verein nimmt am Ligabetrieb der nationalen Meisterschaft, dem Campionato Sammarinese di Calcio, teil.

## Geschichte
Der Verein wurde 1962 gegründet. 1986 gewann der Verein erstmals die san-marinesische Meisterschaft. Zwei weitere Meistertitel errang er 1991 und 1999. Zudem holte er dreimal den nationalen Pokal, die Coppa Titano, sowie einmal die Trofeo Federale.

## Erfolge
- Campionato Sammarinese di Calcio: 3
1986, 1991, 1999
- Coppa Titano: 3
1993, 1994, 1998
- Trofeo Federale: 1
1994

## Europapokalbilanz
| Saison  | Wettbewerb         | Runde                  | Gegner       | Gesamt | Hin     | Rück    |
| ------- | ------------------ | ---------------------- | ------------ | ------ | ------- | ------- |
| 2010/11 | UEFA Europa League | 1. Qualifikationsrunde | FC Sestaponi | 0:5    | 0:5 (A) | 0:0 (H) |

Gesamtbilanz: 2 Spiele, 1 Unentschieden, 1 Niederlage, 0:5 Tore (Tordifferenz −5)